# Four solaire de Parkent

Le four solaire de Parkent, en Ouzbékistan est l'un des deux plus grands fours solaires du monde avec celui d'Odeillo en France : plus récent avec sa mise en service en 1987, il est un peu plus grand en surface de miroirs (1 840 m2 / 1 830 m2), mais il ne bénéficie pas de la même intensité solaire incidente (700 / 1 000 W/m2) à cause de l'altitude plus basse (1 050 m / 1 600 m), donc est moins puissant, avec 700 kW utilisables au maximum au lieu des 1 000 kW à Odeillo. Par contre, la qualité optique est similaire avec une densité de puissance maximale de 1 000 W/cm2 permettant de dépasser les 3 000 °C selon l'expérimentation.
L'Académie des Sciences de l'Ouzbékistan, par le biais du laboratoire de Physique solaire, y conduit différentes recherches, telles que la synthèse de nouveaux oxydes réfractaires (plus de 160 matériaux synthétisés et caractérisés, dont l'alumine), ou le développement de laser pompés par voie solaire.

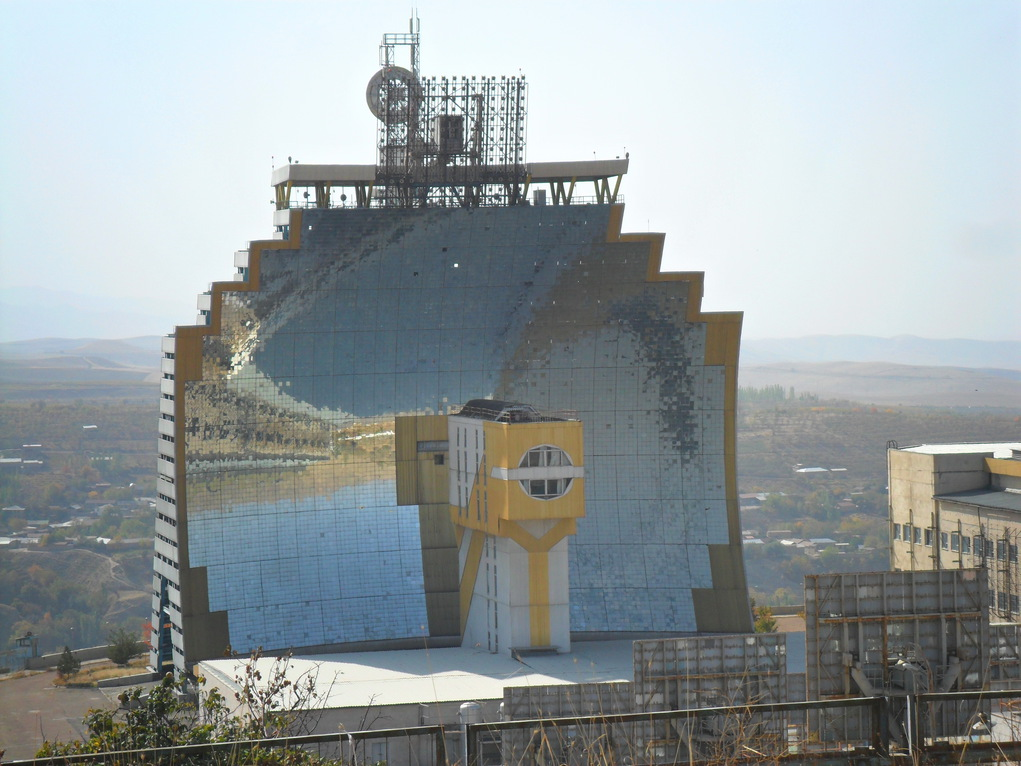
Le four solaire de Parkent

## Caractéristiques

### 62 héliostats plans
- 7,5 × 6,5 m, soit une surface totale 3 022 m2
- 195 miroirs, soit 12 090 miroirs en tout
- mouvement altazimutal pour le suivi solaire (ou autre astre pour des recherches astrophysiques)
- contrôle de chaque héliostat indépendant pour asservir la cartographie de flux radiatif au foyer de l'installation (logiciels ASTA / ACSH)

### Parabole fixe
- 54 × 54 m, soit une surface de miroirs de 1 840 m2
- un total de 10 700 miroirs, regroupé en 214 blocs orientables de 50 miroirs ou 4,5 × 2,25 m